# Trumbash
Un trumbash o trombash è un'arma da lancio dei Mangbetu, una popolazione oggi residente nella Repubblica Democratica del Congo.

Simile a una roncola, era usato sia come arma da lancio sia come moneta. Il manico è solitamente in legno ma può essere anche in avorio o in osso ed è più o meno decorato, secondo il rango del suo proprietario e l'uso che se ne fa. La lama, curva, è in ferro.
I trumbasch erano oggetti da collezione popolari tra gli europei tra la fine del XIX e l'inizio del XX secolo.

## Descrizione
Il trumbasch si caratterizza per:
- lama a forma di falce, a doppio taglio (interna ed esterna) con un'estremità appuntita. La lama è in ferro o in rame, con i due lati (destro e sinistro) lavorati allo stesso modo, cosa che li distingue dalle lame da lancio che si trovano nel nord del continente (v. Mambele). Alcuni esemplari hanno piccoli perni di ferro sulla lama vicino al manico. Lo scopo è la decorazione perché è improbabile che sia una guardia.[5] Spesso nella lama si trovano perforazioni rotonde sempre a scopo decorativo.[1]
- manico in legno, avorio o osso. L'impugnatura è solitamente cilindrica con diametri variabili. A volte il manico termina con una testa umana stilizzata.[1] A volte l'impugnatura è avvolta con cinghie di metallo.[6]

La lunghezza totale dell'arma è in media di circa 40 cm.
Nelle prime pubblicazioni, i trumbasch furono erroneamente annoverati tra le armi da lancio africane. Si trattava invece, molto spesso, di status symbol e/o armi cerimoniali: quando l'esploratore tedesco Georg Schweinfurth incontrò il re Mangbetu Mbunza nel 1870, il sovrano ostentava un trumbasch con lama di rame. Taluni esemplari di foggia molto semplice e pratica potevano però certamente essere utilizzati come armi da lancio.

## Galleria d'immagini

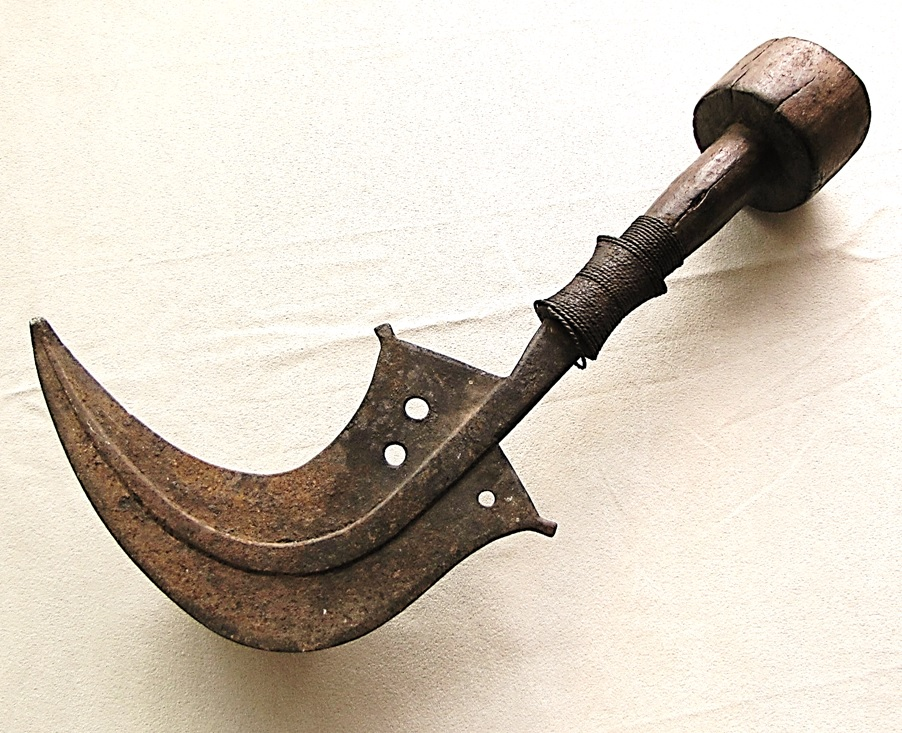
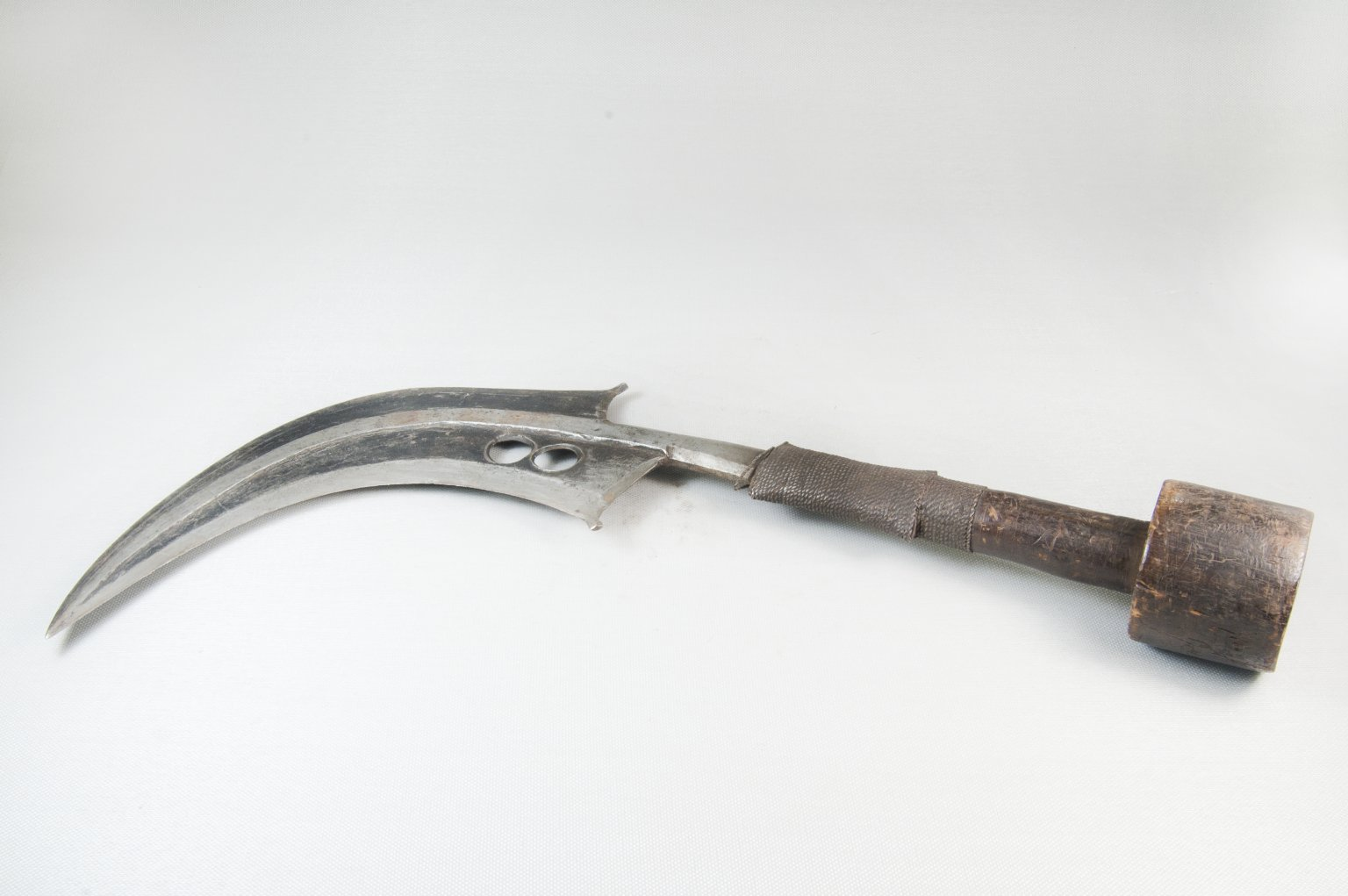
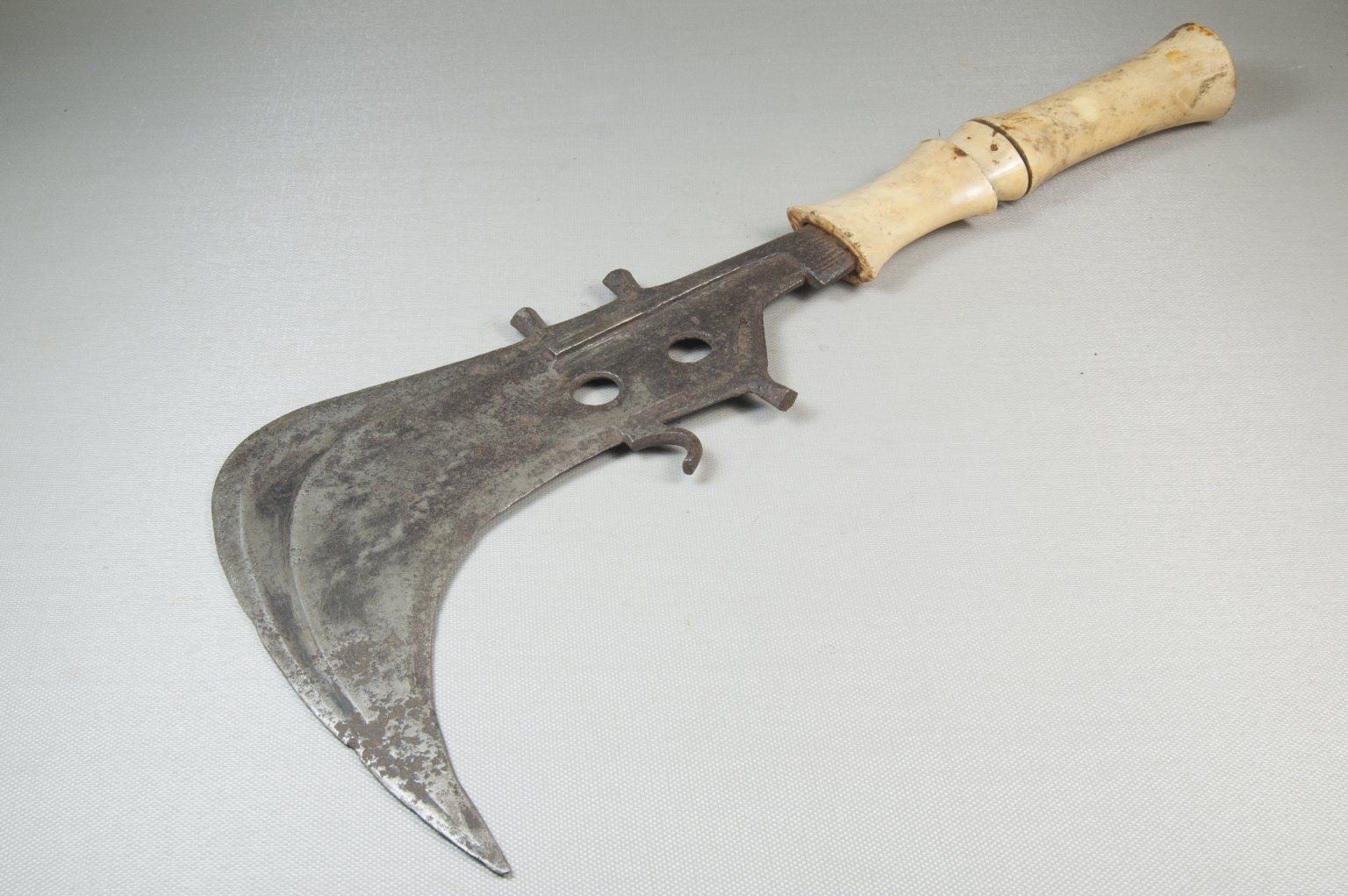
Trumbash con manico d'avorio
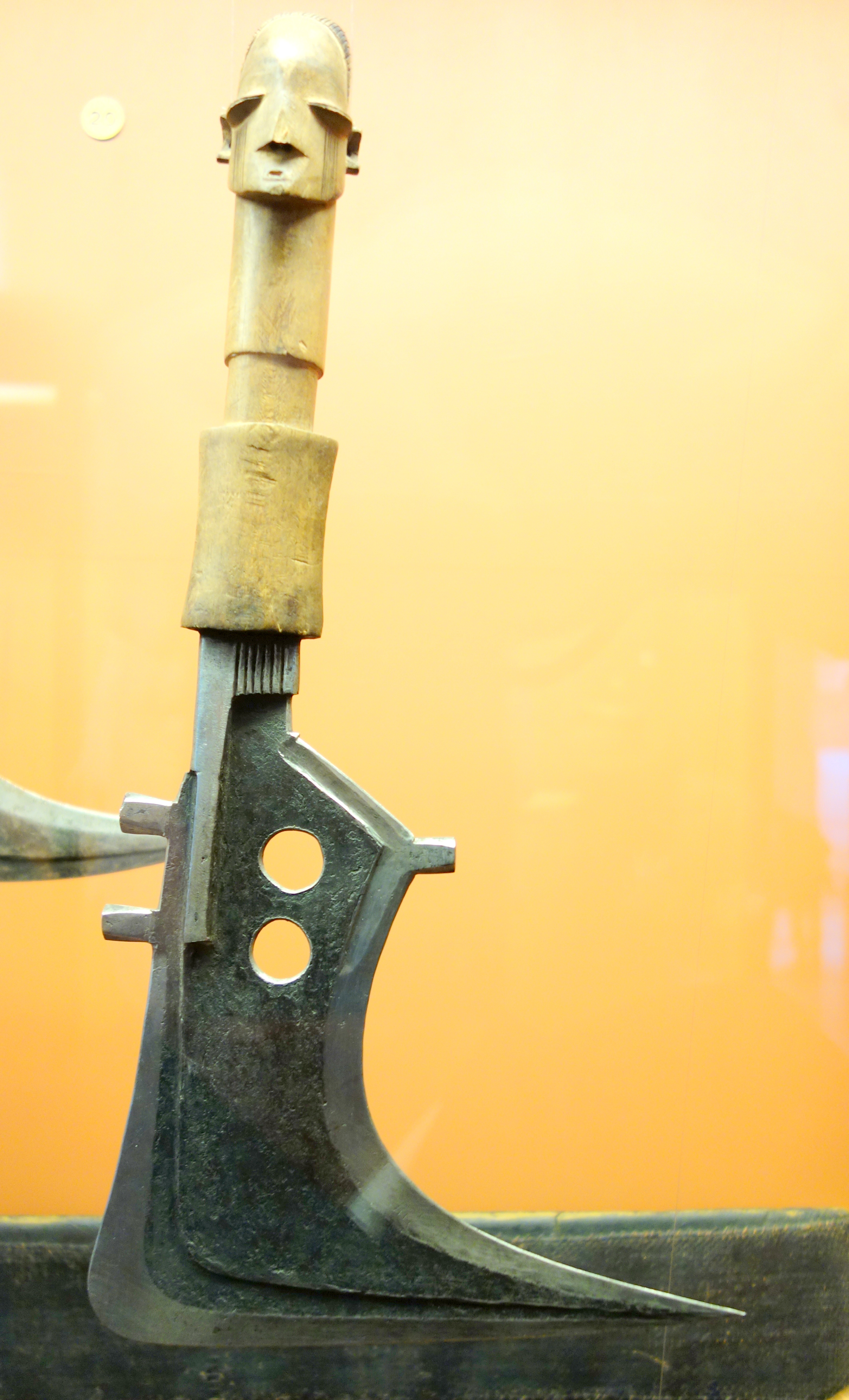
Trumbash con manico antropomorfo
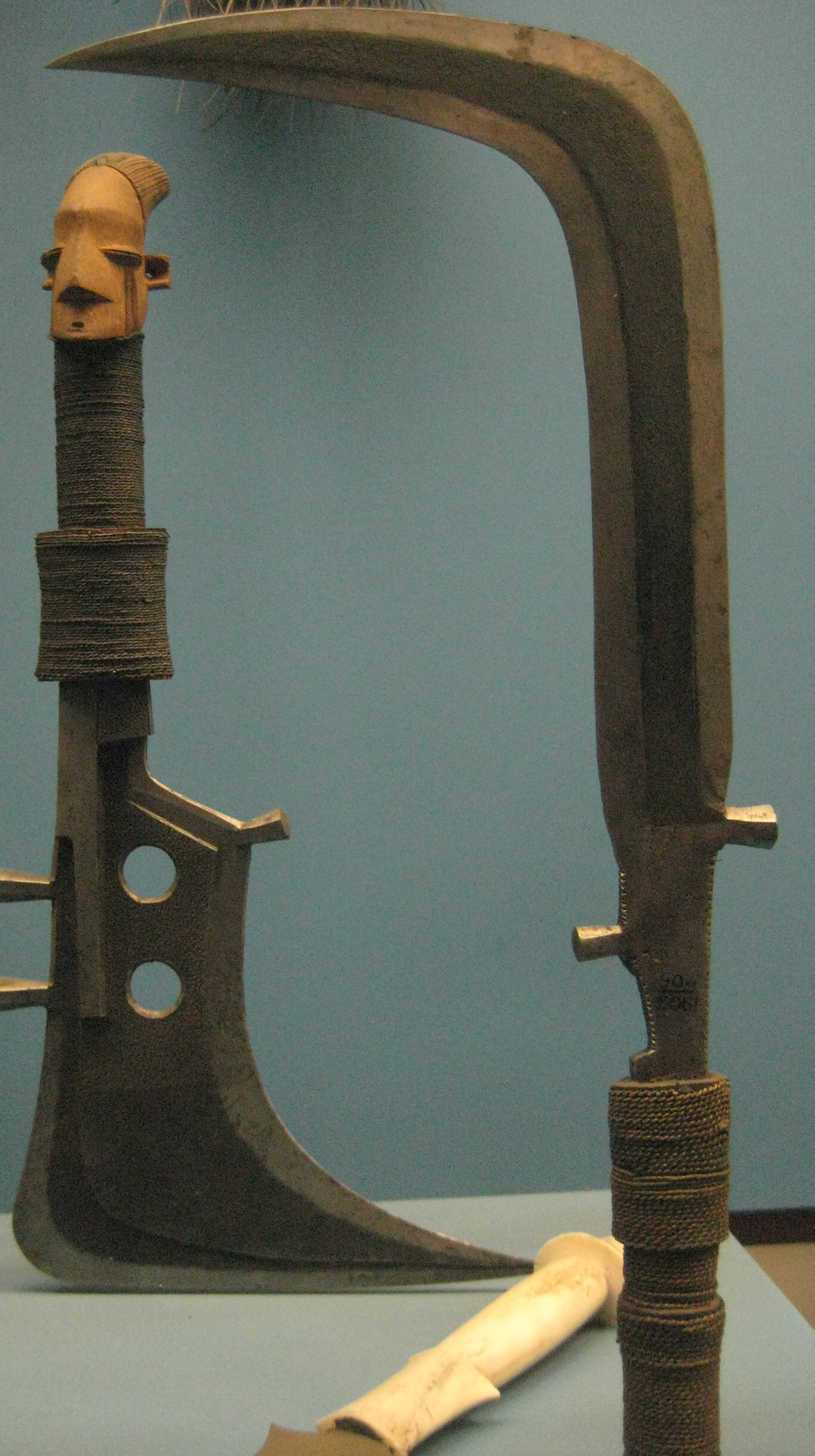